# Mustapha Larfaoui
Mustapha Larfaoui (* 27. November 1932 in Algier) ist ein algerischer Sportfunktionär.

## Ausbildung und Berufsleben
Mustapha Larfaoui studierte Arabisch und Französisch und machte darin seine Abschlüsse. Im Anschluss an sein Studium arbeitete er an verschiedenen algerischen Krankenhäusern als Direktor (Parnet, Constantine, Provinz Algier).

## Beziehung zum Sport
Mustapha Larfaoui war aktiver Wasserballspieler. 1962 war er Gründungsmitglied des algerischen Schwimmverbandes sowie 1963 des algerischen NOK. 1970 wirkte er an der Gründung des afrikanischen Schwimmverbandes mit.
Von 1962 bis 1983 sowie von 1985 bis 1989 war Larfaoui Präsident des algerischen Schwimmverbandes. Seit 1989 ist er Ehrenpräsident auf Lebenszeit des Verbandes. Für das algerische NOK war er 1963 bis 1967 als Generalsekretär, 1967 bis 1985 als stellvertretender Generalsekretär, 1985 bis 1998 als Vizepräsident und von 1998 bis 2001 als Präsident tätig. Seit 2013 ist er Ehrenpräsident des NOK. Von 1970 bis 1974 war er zudem Vizepräsident des afrikanischen Schwimmverbandes, von 1974 bis 2012 dessen Präsident und seit 2012 Ehrenpräsident.
Im internationalen Schwimmverband FINA arbeitete er von 1976 bis 1988 als Vizepräsident und von 1988 bis 2009 als Präsident. Seit 2009 ist er Ehrenpräsident der FINA.

## Tätigkeiten innerhalb des IOC
Mustapha Larfaoui war von 1995 bis 2009 Mitglied des IOC. Seit 2009 ist er Ehrenmitglied. Er arbeitete in verschiedenen IOC-Kommissionen, so u. a. von 1991 bis 1992 in der Kommission Apartheid und Olympia, von 1991 bis 1999 in der Kommission Olympische Bewegung, von 1995 bis 2000 in der Koordinierungskommission für die Sommerspiele 2000 in Sydney, von 1996 bis 2002 in der Kommission Frauensport, 2003 bis 2010 in der Kommission Marketing.

## Auszeichnungen
1988 wurde Mustapha Larfoui der Olympische Orden verliehen. Die Anti-Apartheids-Kommission der Vereinten Nationen zeichnete ihn mit einem Diplom aus. Die FINA ehrte ihn mit einer Gold- und einer Silbernadel sowie einem Ehrenpreis. 1998 wurde er in die International Swimming Hall of Fame aufgenommen.